# Alsónémedi
Alsónémedi är en ort i Ungern.   Den ligger i provinsen Pest, i den centrala delen av landet, 22 km söder om huvudstaden Budapest. Alsónémedi ligger 102 meter över havet och antalet invånare är 4 974.
Terrängen runt Alsónémedi är mycket platt. Runt Alsónémedi är det ganska tätbefolkat, med 96 invånare per kvadratkilometer. Närmaste större samhälle är Budapest XVIII. kerület, 14,4 km norr om Alsónémedi. Omgivningarna runt Alsónémedi är en mosaik av jordbruksmark och naturlig växtlighet.